# 고용복지연금선진화연대
고용복지연금선진화연대은 2015년에 창당한 정당이었다. 제도적 평등 및 인간으로서의 존엄과 가치, 행복 추구권을 위한 고용, 복지, 연금을 개혁을 지향했다.
2017년을 끝으로 자진 해산하였다.